# Mary Elizabeth Duffield-Rosenberg
Mary Elizabeth Duffield, nacida Rosenberg, (Bath, 1819 - 1914) fue una pintora británica que se especializó en la pintura de flores. 

## Trayectoria
Nació en Bath en 1819, fue la hija mayor de T.E. Rosenberg, y llegó a especializarse en pintura de frutas y flores. Fue miembro del Royal Institute of Painters in Water Colours (Instituto Real de Acuarelistas). Se casó con el pintor de bodegones William Duffield en 1850.
El trabajo de Duffield fue exhibido en el Palacio de Bellas Artes en la Exposición Mundial Colombina de 1893 en Chicago, Illinois.
Su cuadro Rosas amarillas se incluyó en el libro de 1905 Women Painters of the World.

## Galería

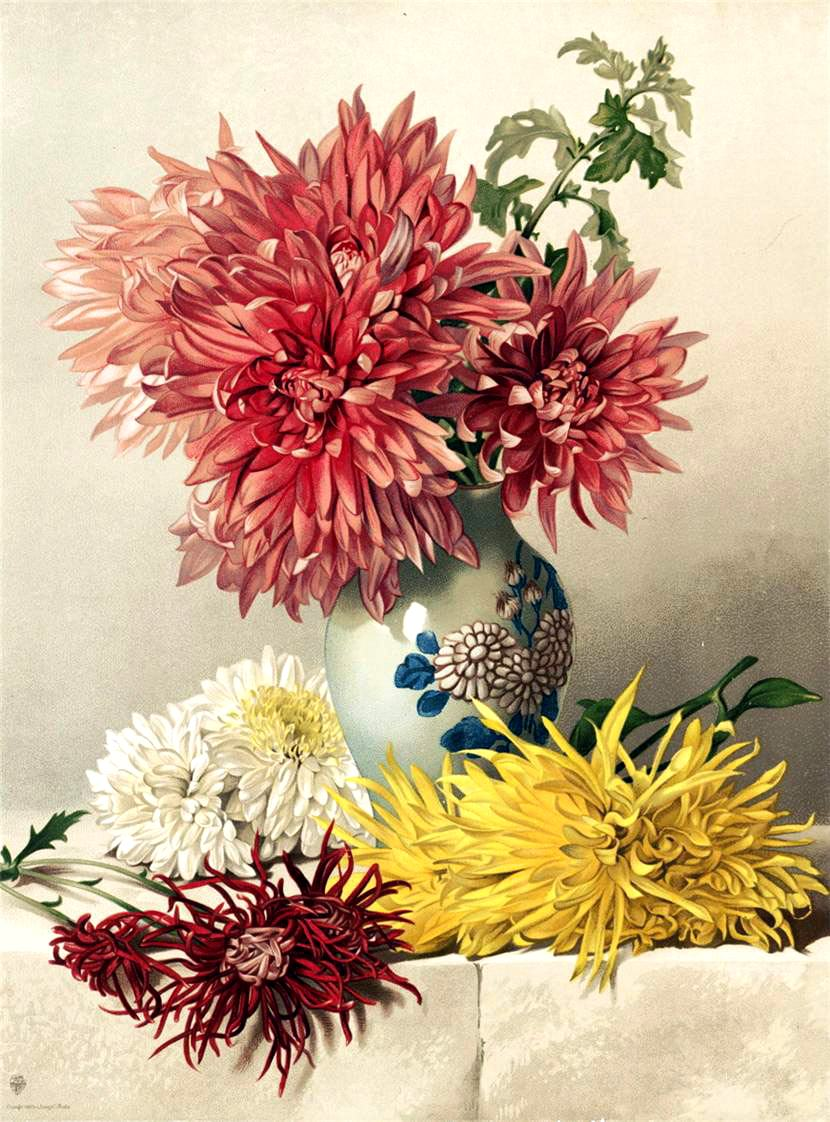
Mary Elizabeth Duffield - Crisantemos